# Chambre des députés (Restauration)
Pour les autres articles nationaux ou selon les autres juridictions, voir Chambre des députés.
La Chambre des députés des départements (selon le titre exact de cette assemblée dans la charte de 1814), ou plus usuellement Chambre des députés, était une assemblée législative française instituée par la charte de 1814 et élue au suffrage censitaire.
Elle est constituée le 4 juin 1814 par les membres du Corps législatif de l’Empire, et compte alors 237 membres. Le 20 mars 1815, au début des Cent-Jours, elle est dissoute et remplacée en juin par une Chambre des représentants.
Après le retour de Louis XVIII, les élections des 14 et 22 août donnent aux ultra-royalistes ou ultras une majorité de 350 sièges sur 400. Le roi parle de « Chambre introuvable » ; gêné par son radicalisme réactionnaire, il la dissout le 5 septembre 1816, et le 25 octobre, les élections sont favorables aux « constitutionnels », c’est-à-dire aux modérés.
Les députés sont d’abord élus pour cinq ans et la Chambre renouvelée par cinquièmes. En application de la loi du 9 juin 1824, leur mandat est de sept ans et le renouvellement est intégral. Les élections, en 1827 et 1830, seront cependant provoquées par des dissolutions.

## Liste des présidents
Marie-Félix Faulcon assura la présidence provisoire depuis la formation de la Chambre jusqu'à la nomination par le roi Louis XVIII de Joseph-Henri-Joachim Lainé comme président.
| Nom                                      | Nom                        | Dates du mandat  | Dates du mandat  | Durée                      | Notes |
| ---------------------------------------- | -------------------------- | ---------------- | ---------------- | -------------------------- | --- |
|                                          | Joseph-Henri-Joachim Lainé | 11 juin 1814     | 20 mars 1815     | 9 mois et 9 jours          | Premier mandat.                                                                                          |
| Les Cents-jours (20 mars-7 juillet 1815) |                            |                  |                  |                            | |
|                                          | Joseph-Henri-Joachim Lainé | 12 octobre 1815  | 5 septembre 1816 | 10 mois et 24 jours        | Second mandat après les Cents jours.                                                                     |
|                                          | Étienne-Denis Pasquier     | 12 novembre 1816 | 13 novembre 1817 | 1 an et 1 jour             | |
|                                          | Hercule de Serre           | 13 novembre 1817 | 11 décembre 1818 | 1 an et 28 jours           | |
|                                          | Auguste Ravez              | 11 décembre 1818 | 5 novembre 1827  | 8 ans, 10 mois et 25 jours | |
|                                          | Pierre-Paul Royer-Collard  | 25 février 1828  | 16 mai 1830      | 2 ans, 2 mois et 21 jours  | Dernier président de la chambre des députés des départements. Il présente l'adresse des 221 à Charles X. |